# Eberhardzell
Eberhardzell är en kommun i Landkreis Biberach i det tyska förbundslandet Baden-Württemberg. Kommunen består av ortsdelarna (tyska Ortsteile) Eberhardzell, Füramoos, Mühlhausen och Oberessendorf. Folkmängden uppgår till cirka 4 600 invånare, på en yta av 59,72 kvadratkilometer.
Kommunen ingår i kommunalförbundet Biberach an der Riß tillsammans med staden Biberach an der Riß och kommunerna Attenweiler, Hochdorf, Maselheim, Mittelbiberach, Ummendorf och Warthausen.

## Befolkningsutveckling
| Befolkningsutvecklingen i Eberhardzell 1975–2015 | Befolkningsutvecklingen i Eberhardzell 1975–2015 | Befolkningsutvecklingen i Eberhardzell 1975–2015 | Befolkningsutvecklingen i Eberhardzell 1975–2015 | Befolkningsutvecklingen i Eberhardzell 1975–2015 |
| ------------------------------------------------ | ------------------------------------------------ | ------------------------------------------------ | ------------------------------------------------ | ------------------------------------------------ |
|                                                  |                                                  |                                                  |                                                  |                                                  |
| År                                               |                                                  |                                                  | Folkmängd                                        | Areal (ha)                                       |
| 1975                                             | 1975                                             |                                                  | 3 070                                            | 5 976                                            |
| 1980                                             | 1980                                             |                                                  | 3 077                                            |                                                  |
| 1985                                             | 1985                                             |                                                  | 3 146                                            | 5 972                                            |
| 1990                                             | 1990                                             |                                                  | 3 352                                            | 5 973                                            |
| 1995                                             | 1995                                             |                                                  | 3 657                                            | 5 972                                            |
| 2000                                             | 2000                                             |                                                  | 3 805                                            |                                                  |
| 2005                                             | 2005                                             |                                                  | 4 036                                            |                                                  |
| 2010                                             | 2010                                             |                                                  | 4 160                                            |                                                  |
| 2015                                             | 2015                                             |                                                  | 4 402                                            |                                                  |
|                                                  |                                                  |                                                  |                                                  |                                                  |